# Golden Raspberry Awards 1987
De Golden Raspberry Awards 1987 was het achtste evenement rondom de uitreiking van de Golden Raspberry Awards. De uitreiking werd gehouden op 10 april 1988 in het Hollywood Roosevelt Hotel voor de slechtste prestaties binnen de filmindustrie van 1987.

## Genomineerden en winnaars
| "Winnaar"* |

| Categorie | Nominaties |
| --- | ---------- |
| Slechtste film |            |
| Leonard Part 6 (Columbia), geproduceerd door Bill Cosby                                                                                            |            |
| Ishtar (Columbia), geproduceerd door Warren Beatty                                                                                                 |            |
| Jaws: The Revenge (Universal), geproduceerd door Joseph Sargent                                                                                    |            |
| Tough Guys Don't Dance (Cannon Group), geproduceerd door Menahem Golan and Yoram Globus                                                            |            |
| Who's that girl (Warner Bros.), geproduceerd door Rosilyn Heller en Bernard Williams                                                               |            |
| Slechtste acteur |            |
| Bill Cosby in Leonard Part 6 |            |
| Judd Nelson in From the Hip |            |
| Ryan O'Neal in Tough Guys Don't Dance |            |
| Sylvester Stallone in Over the Top |            |
| Warren Beatty in Ishtar |            |
| Slechtste actrice |            |
| Madonna in Who's That Girl |            |
| Debra Sandlund in Tough Guys Don't Dance |            |
| Lorraine Gary in Jaws: The Revenge |            |
| Sharon Stone in Allan Quatermain and the Lost City of Gold                                                                                         |            |
| Sondra Locke in Ratboy |            |
| Slechtste mannelijke bijrol |            |
| David Mendenhall in Over the Top |            |
| Billy Barty in Masters of the Universe |            |
| Mack Dryden and Jamie Alcroft in Million Dollar Mystery                                                                                            |            |
| Michael Caine in Jaws: The Revenge |            |
| Tom Bosley in Million Dollar Mystery |            |
| Slechtste vrouwelijke bijrol |            |
| Isabelle Adjani in Ishtar |            |
| Gloria Foster in Leonard Part 6 |            |
| Mariel Hemingway in Superman IV: The Quest for Peace                                                                                               |            |
| Grace Jones in Siesta |            |
| Isabella Rossellini in Siesta en Tough Guys Don't Dance                                                                                            |            |
| Slechtste regisseur |            |
| Peter Høeg voor Tough Guys Don't Dance |            |
| Elaine May voor Ishtar |            |
| James Foley voor Who's That Girl? |            |
| Joseph Sargent voor Jaws: The Revenge |            |
| Paul Weiland voor Leonard Part 6 |            |
| Slechtste scenario |            |
| Leonard Part 6, scenario door Jonathan Reynolds, verhaal door Bill Cosby                                                                           |            |
| Ishtar, geschreven door Elaine May |            |
| Jaws: The Revenge, scenario door Michael deGuzma, gebaseerd op personages van Peter Benchley                                                       |            |
| Tough Guys Don't Dance, scenario door Peter Høeg, gebaseerd op zijn roman                                                                          |            |
| Who's That Girl?, scenario door Andrew Smith en Ken Finkleman, verhaal door Andrew Smith                                                           |            |
| Slechtste nieuwe ster |            |
| David Mendenhall in Over the Top |            |
| David en Peter Paul (The Barbarian Brothers) in The Barbarians                                                                                     |            |
| Debra Sandlund in Tough Guys Don't Dance |            |
| The Garbage Pail Kids (Ali Gator, Greaser Greg, Nat Nerd, Foul Phil, Messy Tessie, Valerie Vomit and Windy Winston) in The Garbage Pail Kids Movie |            |
| Jim Varney in Ernest Goes to Camp |            |
| Slechtste originele lied |            |
| "I Want Your Sex" uit Beverly Hills Cop II, geschreven door George Michael                                                                         |            |
| "El Coco Loco (So, So Bad)" uit Who's That Girl?, geschreven door Coati Mundi                                                                      |            |
| "Let's Go to Heaven in My Car" uit Police Academy 4: Citizens on Patrol, geschreven door Brian Wilson, Eugene E. Landy en Gary Usher               |            |
| "Million Dollar Mystery" uit Million Dollar Mystery, geschreven door Barry Mann en John Lewis Parker                                               |            |
| "You Can Be a Garbage Pail Kid" uit The Garbage Pail Kids Movie, geschreven door Michael Lloyd                                                     |            |
| Slechtste visuele effecten |            |
| Jaws: The Revenge, special effects supervisor: Henry Millar                                                                                        |            |
| Superman IV: The Quest for Peace, special effects door Harrison Ellenshaw en John Evans                                                            |            |
| The Garbage Pail Kids Movie, animatronics door John Buechler, Mechanical Make-Up Imageries, Inc.                                                   |            |